# Flaktorony

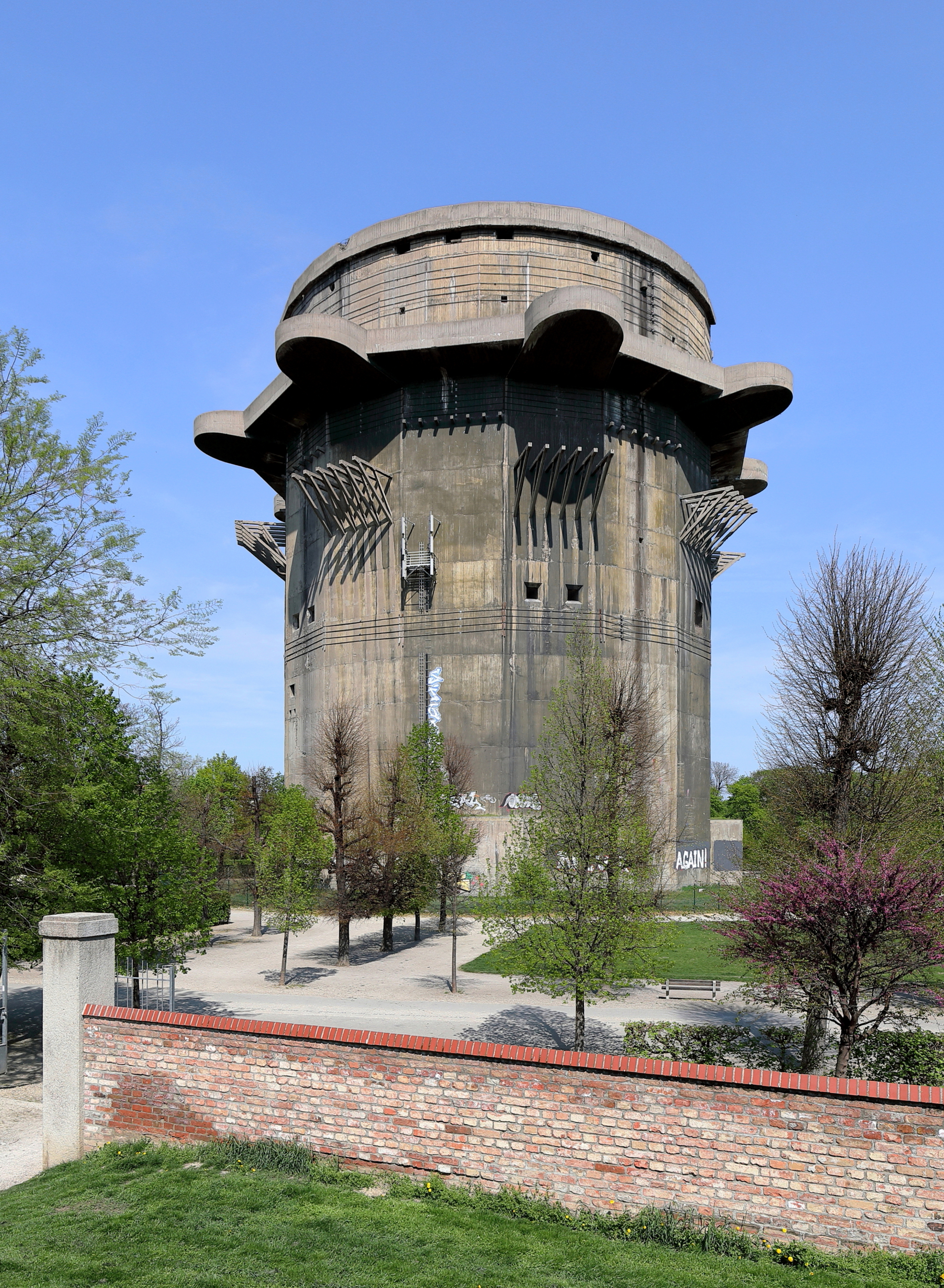
A Gefechtsturm (G torony) a bécsi Augartenben

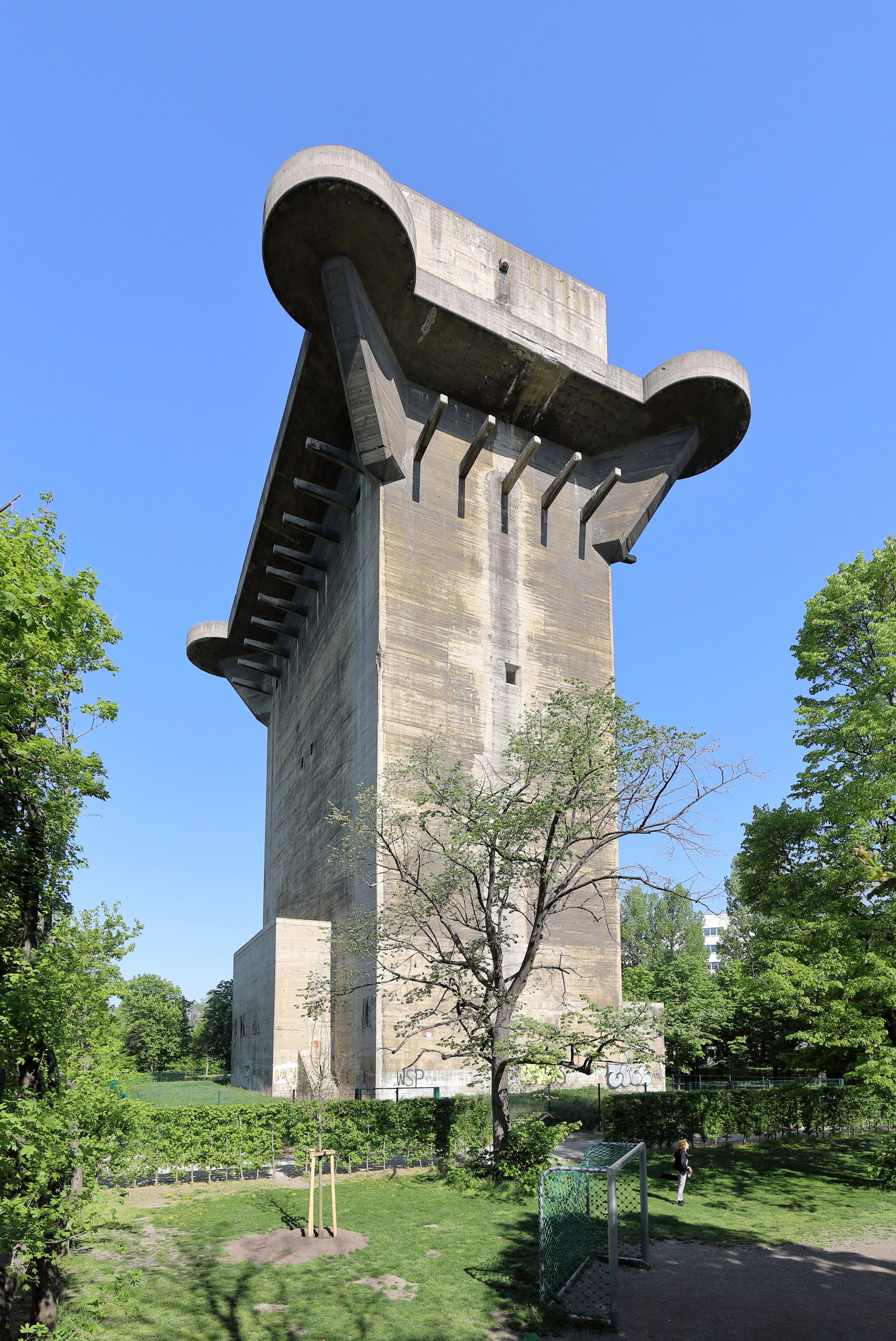
A Leitturm (L torony) a bécsi Augartenben

A flaktorony (németül Flakturm, a flugabwehrkanone, azaz légvédelmi ágyú rövidítéséből) földfelszín feletti, nagyméretű, vasbetonból épült légvédelmi torony. A flaktornyok a második világháború során német és osztrák nagyvárosokban létesültek, ahol a sűrű beépítés nem tette lehetővé a légvédelmi lövegek szabad területen való elhelyezését. A több méteres falvastagságuk ellenállt a szövetségesek bombázásának. A légvédelmi funkció mellett mintegy harmincezer ember számára légoltalmi bunkerként is szolgált, illetve a tűzvezetés irányítását is ezekből a létesítményekből látták el. Ezenkívül otthont adtak számos kultúr- és műkincs számára. Például a „Zoobunkerben” volt elhelyezve a Pergamon-oltár.
A flaktornyokat mindig párosával építették. Ez egyik volt a G-torony vagy Gefechtsturm (csatatorony), melyen a fő légvédelmi fegyverzetet helyezték el, a másik pedig valamivel távolabb az L-torony vagy Leitturm (vezérlőtorony) volt, ahol radarokat helyeztek el és innen valósult meg a tűzvezetés. A toronypárokat 1,5 méter átmérőjű, föld alatti kábelcsatornával kötötték össze, mely akár menekülési útvonalnak is szolgálhatott.
A második világháború során nyolc flaktorony-pár létesült Berlinben, Hamburgban és Bécsben, hogy megnehezítse az ellenséges bombázó kötelékek átrepülését vagy támadását. A tornyokat Friedrich Tamms várostervező és hídépítész tervezte.
A tornyok és maradványaik mára szinte részévé váltak Bécs, Hamburg és Berlin városképének.

## Épülettípusok (generációk)
|                       | I. generáció                                                                             | I. generáció                                                             | II. generáció                                                          | II. generáció                                                             | III. generáció                                                         | III. generáció                                                            |
| G torony              | L torony                                                                                 | G torony                                                                 | L torony                                                               | G torony                                                                  | L torony                                                               |                                                                           |
| --------------------- | ---------------------------------------------------------------------------------------- | ------------------------------------------------------------------------ | ---------------------------------------------------------------------- | ------------------------------------------------------------------------- | ---------------------------------------------------------------------- | ------------------------------------------------------------------------- |
| Falvastagság [m]      | 3,5                                                                                      | 3,5                                                                      | 2                                                                      | 2                                                                         | 2,5                                                                    | 2,5                                                                       |
| Tetővastagság [m]     | 5                                                                                        | 5                                                                        | 3,5                                                                    | 3,5                                                                       | 3,5                                                                    | 3,5                                                                       |
| Méretek (H×SZ×M1) [m] | 70,5 × 70,5 × 39                                                                         | 50 × 23 × 39                                                             | 57 × 57 × 41,6                                                         | 50 × 23 × 44                                                              | 43 × 43 × 54                                                           | 50 × 23 × 44                                                              |
| Fegyverzet            | - 8 db (4 db kétcsövű) 128 mm Flak - több 37 mm Flak - 32 db (8 db négycsövű) 20 mm Flak | - Radarok (FuMg 65 - Würzburg-Riese) - 16 db (8 db négycsövű) 20 mm Flak | - 8 db (4 db kétcsövű) 128 mm Flak - 16 db (8 db négycsövű) 20 mm Flak | - Radarok (FuMg 65 - Würzburg-Riese) - 40 db (10 db négycsövű) 20 mm Flak | - 8 db (4 db kétcsövű) 128 mm Flak - 32 db (8 db négycsövű) 20 mm Flak | - Radarok (FuMg 65 - Würzburg-Riese) - 40 db (10 db négycsövű) 20 mm Flak |
|                       |                                                                                          |                                                                          |                                                                        |                                                                           |                                                                        |                                                                           |

1Az azonos generációjú tornyok magassága is különböző volt. Az egyszerűbb tűzvezetés érdekében a tornyok tetejét azonos tengerszint feletti magasságba építették.

## A második világháború Flak tornyai
A berlini Flak tornyokat a háború után nagyrészt felrobbantották, a hamburgi Flak tornyokat átalakították, csak a bécsi Flak tornyok maradtak meg gyakorlatilag változtatás nélkül, itt ugyanis a bontás vagy robbantás a lakóházak közelsége miatt abban az időben nem volt lehetséges, mára pedig műemlékvédelem alá kerültek.
| Név           | Elhelyezkedés | Elhelyezkedés                 | Elhelyezkedés                                                          | Elhelyezkedés                                                          | Épülettípus (Generáció) | Átadás        | Jelenlegi állapot / Felhasználás |
| Név           | Város         | Kerület                       | Koordináták                                                            | Koordináták                                                            | Épülettípus (Generáció) | Átadás        | Jelenlegi állapot / Felhasználás |
| ------------- | ------------- | ----------------------------- | ---------------------------------------------------------------------- | ---------------------------------------------------------------------- | ----------------------- | ------------- | --- |
| Flakturm I    | Berlin        | Großer Tiergarten park        | G torony: é. sz. 52° 30′ 33″, k. h. 13° 20′ 12″52.509122°N 13.336726°E | L torony: é. sz. 52° 30′ 37″, k. h. 13° 20′ 12″52.510251°N 13.336583°E | I                       | 1941. április | Többször felrobbantották (1947. augusztus 30., 1947. szeptember 4.), majd 1948. június 30-án végleg megsemmisítették, 1955-ben a romjait is elszállították.                                                                    |
| Flakturm II   | Berlin        | Volkspark Friedrichshain      | G torony: é. sz. 52° 31′ 35″, k. h. 13° 25′ 55″52.526522°N 13.431886°E | L torony: é. sz. 52° 31′ 40″, k. h. 13° 26′ 19″52.527884°N 13.438582°E | I                       | 1941. október | Többször felrobbantották (1946. április 20., majd 1946. május 2.) majd betemették, mára egy törmelékhegy maradt belőle. |
| Flakturm III  | Berlin        | Volkspark Humboldthain        | G torony: é. sz. 52° 32′ 50″, k. h. 13° 23′ 06″52.547238°N 13.384961°E | L torony: é. sz. 52° 32′ 39″, k. h. 13° 23′ 14″52.544092°N 13.387326°E | I                       | 1942. április | 1948. február 28. egy részét felrobbantották, ma kiállítóhely, mászófal, múzeum. |
| Flakturm IV   | Hamburg       | Heiligengeistfeld             | G torony: é. sz. 53° 33′ 22″, k. h. 9° 58′ 12″53.556212°N 9.970104°E   | L torony: é. sz. 53° 33′ 10″, k. h. 9° 58′ 02″53.552851°N 9.967314°E   | I                       | 1942. október | Médiaközpontként működik. Napjainkban megtalálható benne a SEA intézet hangstúdiója és az Amptown/Just Music zenekiadó, melyek célja a bunker első emeletének fejlesztése.                                                     |
| Flakturm V    | Bécs          | Stiftskaserne / Esterházypark | G torony: é. sz. 48° 12′ 06″, k. h. 16° 21′ 21″48.201734°N 16.355853°E | L torony: é. sz. 48° 11′ 52″, k. h. 16° 21′ 09″48.197719°N 16.352495°E | III                     | 1944. július  | L torony: otthont ad a Haus des Meeresnek , egyik külső oldalán egy mászófalnak , és egy Kínvallató múzeumnak. G torony: az Osztrák Szövetségi Hadsereg használja.                                                             |
| Flakturm VI   | Hamburg       | Wilhelmsburg                  | G torony: é. sz. 53° 30′ 36″, k. h. 9° 59′ 24″53.510060°N 9.989930°E   | G torony: é. sz. 53° 30′ 36″, k. h. 9° 59′ 24″53.510060°N 9.989930°E   | II                      | 1943. október | 1947. október 10-én az L tornyot robbantották fel, 17-én pedig a G tornyot, mely belső szerkezete teljesen megrongáldott, de a falai még állnak. Ma szinte kihasználatlan, mobiltelefon-átjátszó antennák vannak rá telepítve. |
| Flakturm VII  | Bécs          | Augarten                      | G torony: é. sz. 48° 13′ 32″, k. h. 16° 22′ 22″48.225630°N 16.372815°E | L torony: é. sz. 48° 13′ 40″, k. h. 16° 22′ 41″48.227896°N 16.377992°E | III                     | 1945. január  | A G torony 1946-ban egy nem szándékos lőszerrobbanás következtében megrongálódott. Mindkét torony kihasználatlan. |
| Flakturm VIII | Bécs          | Arenbergpark                  | G torony: é. sz. 48° 11′ 54″, k. h. 16° 23′ 29″48.198448°N 16.391489°E | L torony: é. sz. 48° 11′ 53″, k. h. 16° 23′ 25″48.198056°N 16.390278°E | II                      | 1943. október | G torony: A Bécsi Iparművészeti Múzeum (MAK) raktára. L torony: Alkalmi kiállítóhely, egyébként kihasználatlan. |

## Fordítás
- Ez a szócikk részben vagy egészben a Flakturm című német Wikipédia-szócikk ezen változatának fordításán alapul.  Az eredeti cikk szerkesztőit annak laptörténete sorolja fel. Ez a jelzés csupán a megfogalmazás eredetét és a szerzői jogokat jelzi, nem szolgál a cikkben szereplő információk forrásmegjelöléseként.
- Ez a szócikk részben vagy egészben a Flak tower című angol Wikipédia-szócikk fordításán alapul.  Az eredeti cikk szerkesztőit annak laptörténete sorolja fel. Ez a jelzés csupán a megfogalmazás eredetét és a szerzői jogokat jelzi, nem szolgál a cikkben szereplő információk forrásmegjelöléseként.

## Külső hivatkozások
- A bunkermuzeum.hu a flaktornyokról Archiválva 2008. június 7-i dátummal a Wayback Machine-ben
- flaktornyokról készült képek a Flickr oldalán